# Agigea
Agigea település Romániában, Dobrudzsában, Constanța megyében, Agigea község központja.

## Fekvése
A település az ország délkeleti részén található, a Duna–Fekete-tenger csatorna jobb partján, a Fekete-tenger közvetlen közelében, az Agigea-tó partján, Konstancától kilenc kilométerre délre, Eforietől hat kilométerre északra.

## Története
Régi török neve Acica, görögül Aghikosz. Első írásos említése 1860-ból való Adjidjé néven. A 19. század második felében nagy számban érkeztek betelepülők Szeben megyéből, később Brăila és Ialomița megyéből, a századfordulón pedig Olténiából és Moldva különböző részeiről.
Az első iskolát 1887-ben hozták létre a dzsámi területén, a többségében muzulmán vallású gyerekek számára. 1902-ben a dzsámi mellett megnyílt egy négy osztályos fiúiskola, ahol a tatár mellett már román nyelven is oktattak. 1925 és 1927 között felépült a mai elemi iskola, ahova a román tannyelvű osztályokat költöztették át. 1962-ben megszüntették a muszlim iskolát, a román tannyelvű intézményt pedig kibővítették hat elemi osztályig. 1964-ben tovább bővítették nyolc elemi osztályig. 1996-ban az iskola felvette Ion Borcea nevét, aki a helyi Tengerészeti Zoológiai Intézet alapítója volt.
1990-ben építették a település első ortodox templomát és létrehozták a községi könyvtárat.

## Lakossága
| Nemzetiségek | 2002 | 2002   |
| ------------ | ---- | ------ |
| Románok      | 3704 | 90,8%  |
| Tatárok      | 342  | 8,4%   |
| Törökök      | 18   | 0,4%   |
| Magyarok     | 5    | 0,1%   |
| Összesen     | 4078 | 100,0% |

## Látnivalók
- Sfântul Mare Mucenic Dimitrie ortodox templom, 1990-ben kezdték el építeni, az átadása 1995-ben történt meg.
- Mini Szahara: Agigea község határában, mintegy 5 hektáron elhelyezkedő futóhomokos terület, amely a román tengerpart egyedüli ilyen jellegű tájegysége.